# Melodifestivalen (2015)
A 2015-ös Melodifestivalen egy hatrészes svéd zenei verseny volt, melynek keretén belül a nézők és a nemzetközi, szakmai zsűri kiválasztotta, hogy ki képviselje Svédországot a 2015-ös Eurovíziós Dalfesztiválon, Ausztria fővárosában Bécsben. A 2015-ös verseny volt az ötvenötödik svéd nemzeti döntő.
A verseny szervezői ebben az évben több újítást vezettek be. Ezek közül az egyik legjelentősebb a résztvevők számának változása volt. Az élő műsorsorozatban a korábbi harminckettő dal helyett huszonnyolc versenyzett az Eurovíziós Dalfesztiválra való kijutásért. A sorozat háromfordulós volt; hat élő adásból áll, a következők szerint: négy elődöntő, egy második esély forduló és a döntő. Elődöntőnként hét–hét előadó lépett fel. Az elődöntők első két helyezettjei a döntőbe, a harmadik és negyedik helyezettek a második esély fordulóba jutottak tovább. A második esély fordulóban négy párbajt rendeztek és az egyes párbajok győztesei csatlakoztak a döntős mezőnyhöz. Az elődöntőkben és a második esély fordulóban csak a nézői SMS-ek, illetve telefonos szavazatok alapján kerültek ki a továbbjutók. A döntőben a nézők és a nemzetközi, szakmai zsűrik szavazatai alakították ki a végeredményt. A műsorvezetők az előző év győztese, Sanna Nielsen és Robin Paulsson voltak.
A verseny győztese Måns Zelmerlöw lett, aki a Heroes című dalával képviselte az országot az Eurovíziós Dalfesztiválon. A döntőben a dal 365 pontot szerezve végül megnyerte a dalfesztivált. Ez volt Svédország hatodik győzelme.

## A helyszínek
| Forduló               | Dátum             | Város       | Helyszín          | Műsorvezető                  |
| --------------------- | ----------------- | ----------- | ----------------- | ---------------------------- |
| Első elődöntő         | 2015. február 7.  | Göteborg    | Scandinavium      | Sanna Nielsen Robin Paulsson |
| Második elődöntő      | 2015. február 14. | Malmö       | Malmö Aréna       | Sanna Nielsen Robin Paulsson |
| Harmadik elődöntő     | 2015. február 21. | Östersund   | Östersund Arena   | Sanna Nielsen Robin Paulsson |
| Negyedik elődöntő     | 2015. február 28. | Örebro      | Conventum Arena   | Sanna Nielsen Robin Paulsson |
| Második esély forduló | 2015. március 7.  | Helsingborg | Helsingborg Arena | Sanna Nielsen Robin Paulsson |
| Döntő                 | 2015. március 14. | Stockholm   | Friends Arena     | Sanna Nielsen Robin Paulsson |

## A résztvevők
| Előadó                            | Dal                            | Szerző                                                                           |
| --------------------------------- | ------------------------------ | -------------------------------------------------------------------------------- |
| Molly Pettersson Hammar           | I’ll Be Fine                   | Molly Pettersson Hammar, Lisa Desmond, Tim Larsson, Tobias Lundgren, Gavin Jones |
| Daniel Gildenlöw                  | Pappa                          | Daniel Gildenlöw                                                                 |
| Rickard Söderberg és Elize Ryd    | One by One                     | Elize Ryd, Jimmy Jansson, Karl-Ola Kjellholm, Sharon Vaughn                      |
| Dolly Style                       | Hello Hi                       | Emma Nors, Palle Hammarlund, Jimmy Jansson                                       |
| Behrang Miri feat. Victor Crone   | Det rår vi inte för            | Behrang Miri, Albin Johnsén, Måns Zelmerlöw, Tony Nilsson                        |
| Jessica Andersson                 | Can’t Hurt Me Now              | Aleena Gibson, Fredrik Thomander                                                 |
| Eric Saade                        | Sting                          | Fredrik Kempe, Hamed ”K-one” Pirouzpanah, David Kreuger, Sam Arash Fahmi         |
| Linus Svenning                    | Forever Starts Today           | Aleena Gibson, Anton Malmberg Hård af Segerstad, Fredrik Kempe                   |
| Emelie Irewald                    | Där och då med dig             | Emelie Irewald                                                                   |
| Samir & Viktor                    | Groupie                        | Anton Malmberg Hård af Segerstad, Kevin Högdahl, Maria Smith, Viktor Thell       |
| Neverstore                        | If I Was God for One Day       | Thomas G:son, John Gordon, Jacob Widén                                           |
| Marie Bergman és Sanne Salomonsen | Nonetheless                    | Andreas Stone Johansson, Allison Kaplan                                          |
| Magnus Carlsson                   | Möt mig i Gamla stan           | Thomas G:son, Lina Eriksson                                                      |
| Mariette                          | Don’t Stop Believing           | Miss Li, Sonny Gustafsson                                                        |
| Ellen Benediktson                 | Insomnia                       | Ellen Benediktson, Anders Wrethov                                                |
| Kalle Johansson                   | För din skull                  | Martin Eriksson, Thomas G:son, Thomas Karlsson                                   |
| Andreas Weise                     | Bring Out the Fire             | Henrik Jansson, Thomas G:son, Anton Malmberg Hård af Segerstad                   |
| Andreas Johnson                   | Living to Die                  | Andreas Johnson, Bobby Ljunggren, Karl-Ola Kjellholm                             |
| Isa                               | Don’t Stop                     | Isa Tengblad, Johan Ramström, Magnus Wallin, Gustaf Svenungsson, Oscar Merner    |
| Kristin Amparo                    | I See You                      | Kristin Amparo, Fredrik Kempe, David Kreuger                                     |
| Jon Henrik Fjällgren              | Jag är fri (Manne Leam Frijje) | Jon Henrik Fjällgren, Erik Holmberg, Tony Malm, Josef Melin                      |
| Midnight Boy                      | Don’t Say No                   | Johan Krafman, Kristofer Östergren, Olle Blomström                               |
| Caroline Wennergren               | Black Swan                     | Nicklas Eklund, Joel DeLuna, Aimee Bobruk                                        |
| JTR                               | Building It Up                 | John Andreasson, Tom Lundbäck, Robin Lundbäck, Erik Lewander, Iggy Strange Dahl  |
| Hasse Andersson                   | Guld och gröna skogar          | Anderz Wrethov, Elin Wrethov, Johan Bejerholm, Johan Deltinger                   |
| Dinah Nah                         | Make Me (La La La)             | Dinah Nah, Dr. Alban, Jakke Erixson, Karl-Ola Kjellholm                          |
| Annika Herlitz                    | Ett andetag                    | Amir Aly, Maciel Numhauser, Robin Abrahamsson, Sharon Dyall, Sharon Vaughn       |
| Måns Zelmerlöw                    | Heroes                         | Anton Malmberg Hård af Segerstad, Joy Deb, Linnea Deb                            |

## Élő műsorsorozat

### Első elődöntő
Az első elődöntőt február 7-én rendezte meg az SVT hét előadó részvételével Göteborgban, a Scandinaviumban. A telefonos szavazás alapján az első és a második helyezett a döntőbe, a harmadik és a negyedik helyezett a második esély fordulóba jutott tovább.
| #  | Előadó                          | Dal                 | Szavazat | Szavazat | Szavazat | Helyezés | Eredmény     |
| #  | Előadó                          | Dal                 | 1. kör   | 2. kör   | Összesen | Helyezés | Eredmény     |
| -- | ------------------------------- | ------------------- | -------- | -------- | -------- | -------- | ------------ |
| 01 | Molly Pettersson Hammar         | I’ll Be Fine        | 82 807   | —        | 82 807   | 6.       | Kiesett      |
| 02 | Daniel Gildenlöw                | Pappa               | 44 483   | —        | 44 483   | 7.       | Kiesett      |
| 03 | Rickard Söderberg és Elize Ryd  | One by One          | 101 433  | 27 928   | 129 361  | 5.       | Kiesett      |
| 04 | Dolly Style                     | Hello Hi            | 138 255  | 16 961   | 155 216  | 3.       | Továbbjutott |
| 05 | Behrang Miri feat. Victor Crone | Det rår vi inte för | 140 374  | 8 606    | 148 980  | 4.       | Továbbjutott |
| 06 | Jessica Andersson               | Can’t Hurt Me Now   | 187 686  | 25 279   | 212 965  | 2.       | Továbbjutott |
| 07 | Eric Saade                      | Sting               | 413 556  | 35 324   | 448 880  | 1.       | Továbbjutott |

### Második elődöntő
A második elődöntőt február 14-én rendezte meg az SVT hét előadó részvételével Malmőben, a Malmö Arénában. A telefonos szavazás alapján az első és a második helyezett a döntőbe, a harmadik és a negyedik helyezett a második esély fordulóba jutott tovább.
| #  | Előadó                            | Dal                      | Szavazat | Szavazat | Szavazat | Helyezés | Eredmény     |
| #  | Előadó                            | Dal                      | 1. kör   | 2. kör   | Összesen | Helyezés | Eredmény     |
| -- | --------------------------------- | ------------------------ | -------- | -------- | -------- | -------- | ------------ |
| 01 | Linus Svenning                    | Forever Starts Today     | 357 113  | 36 156   | 393 269  | 4.       | Továbbjutott |
| 02 | Emelie Irewald                    | Där och då med dig       | 134 638  | —        | 134 638  | 6.       | Kiesett      |
| 03 | Samir & Viktor                    | Groupie                  | 455 225  | 19 958   | 475 183  | 3.       | Továbbjutott |
| 04 | Neverstore                        | If I Was God for One Day | 253 725  | 12 227   | 265 952  | 5.       | Kiesett      |
| 05 | Marie Bergman és Sanne Salomonsen | Nonetheless              | 134 427  | —        | 134 427  | 7.       | Kiesett      |
| 06 | Magnus Carlsson                   | Möt mig i Gamla stan     | 441 477  | 34 140   | 475 617  | 2.       | Továbbjutott |
| 07 | Mariette                          | Don’t Stop Believing     | 472 908  | 28 219   | 501 127  | 1.       | Továbbjutott |

### Harmadik elődöntő
A harmadik elődöntőt február 21-én rendezte az SVT hét előadó részvételével Östersundban, az Östersund Arénában. A telefonos szavazás alapján az első és a második helyezett a döntőbe, a harmadik és a negyedik helyezett a második esély fordulóba jutott tovább.
| #  | Előadó               | Dal                            | Szavazat | Szavazat | Szavazat | Helyezés | Eredmény     |
| #  | Előadó               | Dal                            | 1. kör   | 2. kör   | Összesen | Helyezés | Eredmény     |
| -- | -------------------- | ------------------------------ | -------- | -------- | -------- | -------- | ------------ |
| 01 | Ellen Benediktson    | Insomnia                       | 288 995  | 9 768    | 298 763  | 5.       | Kiesett      |
| 02 | Kalle Johansson      | För din skull                  | 261 572  | —        | 261 572  | 6.       | Kiesett      |
| 03 | Andreas Weise        | Bring Out the Fire             | 419 346  | 31 577   | 450 923  | 3.       | Továbbjutott |
| 04 | Andreas Johnson      | Living to Die                  | 252 280  | —        | 252 280  | 7.       | Kiesett      |
| 05 | Isa                  | Don’t Stop                     | 499 426  | 18 978   | 518 404  | 2.       | Továbbjutott |
| 06 | Kristin Amparo       | I See You                      | 395 936  | 19 074   | 415 010  | 4.       | Továbbjutott |
| 07 | Jon Henrik Fjällgren | Jag är fri (Manne Leam Frijje) | 593 601  | 72 716   | 666 317  | 1.       | Továbbjutott |

### Negyedik elődöntő
A negyedik elődöntőt február 28-án rendezte meg az SVT hét előadó részvételével Örebróban, a Conventum Arénában. A telefonos szavazás alapján az első és a második helyezett a döntőbe, a harmadik és a negyedik helyezett a második esély fordulóba jutott tovább.
| #  | Előadó              | Dal                   | Szavazat | Szavazat | Szavazat | Helyezés | Eredmény     |
| #  | Előadó              | Dal                   | 1. kör   | 2. kör   | Összesen | Helyezés | Eredmény     |
| -- | ------------------- | --------------------- | -------- | -------- | -------- | -------- | ------------ |
| 01 | Midnight Boy        | Don’t Say No          | 157 793  | —        | 157 793  | 7.       | Kiesett      |
| 02 | Caroline Wennergren | Black Swan            | 252 405  | 31 787   | 284 192  | 5.       | Kiesett      |
| 03 | JTR                 | Building It Up        | 378 312  | 7 590    | 385 902  | 2.       | Továbbjutott |
| 04 | Hasse Andersson     | Guld och gröna skogar | 339 263  | 40 042   | 379 305  | 3.       | Továbbjutott |
| 05 | Dinah Nah           | Make Me (La La La)    | 356 640  | 9 438    | 366 078  | 4.       | Továbbjutott |
| 06 | Annika Herlitz      | Ett andetag           | 226 388  | —        | 226 388  | 6.       | Kiesett      |
| 07 | Måns Zelmerlöw      | Heroes                | 712 652  | 58 771   | 771 423  | 1.       | Továbbjutott |

### Második esély forduló
A második esély fordulót március 7-én rendezte meg az SVT nyolc előadó részvételével Helsingborgban, a Helsingborg Arénában. A telefonos szavazás alapján az egyes párbajok első helyezettjei, összesen tehát négyen jutottak tovább a döntőbe. Meghívott előadóként lépett fel a 2012-es Eurovíziós Dalfesztivál győztese, Loreen, aki a Paper Light (Higher) című dalát adta elő a Kazaky formációval. Emellett Behrang Miri feat. Victor Crone produkciójában részt vett Malena Ernman, aki 2009-ben képviselte Svédországot a nemzetközi versenyen.
| Párbaj | Előadó                          | Dal                   | Szavazat | Eredmény     |
| ------ | ------------------------------- | --------------------- | -------- | ------------ |
| 1      | Andreas Weise                   | Bring Out the Fire    | 402 521  | Kiesett      |
| 1      | Linus Svenning                  | Forever Starts Today  | 531 109  | Továbbjutott |
| 2      | Hasse Andersson                 | Guld och gröna skogar | 599 724  | Továbbjutott |
| 2      | Kristin Amparo                  | I See You             | 441 015  | Kiesett      |
| 3      | Dolly Style                     | Hello Hi              | 404 960  | Kiesett      |
| 3      | Dinah Nah                       | Make Me (La La La)    | 524 887  | Továbbjutott |
| 4      | Behrang Miri feat. Victor Crone | Det rår vi inte för   | 297 739  | Kiesett      |
| 4      | Samir & Viktor                  | Groupie               | 628 022  | Továbbjutott |

### Döntő
A döntőt március 14-én rendezte az SVT tizenkét előadó részvételével Stockholmban, a Friends Arénában. A végeredményt a nézők és a nemzetközi, szakmai zsűrik szavazatai alakították ki. Első körben a zsűrik szavaztak az alábbi módon: az első helyezett 12 pontot kapott, a második 10-et, a harmadik 8-at, a negyedik 6-ot, az ötödik 4-et, a hatodik 2-t, a hetedik pedig 1 pontot. Ehhez adódtak hozzá a közönségszavazás pontjai százalékos arányban és így alakult ki a végső sorrend. Újítás volt, hogy a nemzetközi zsűrik szóvivői csak a 8, 10 és 12 pontokat jelentették be, a pontszámok 1-től 6-ig automatikusan megjelentek a szavazótáblán.
Meghívott előadóként lépett fel a 2014-es Eurovíziós Dalfesztivál győztese, Conchita Wurst; aki a Rise Like a Phoenix-et adta elő.
| #  | Előadó               | Dal                            | Szavazás       | Szavazás       | Szavazás | Helyezés |
| #  | Előadó               | Dal                            | Zsűri pontszám | Nézői pontszám | Összesen | Helyezés |
| -- | -------------------- | ------------------------------ | -------------- | -------------- | -------- | -------- |
| 01 | Samir & Viktor       | Groupie                        | 29             | 20             | 49       | 8.       |
| 02 | JTR                  | Building It Up                 | 21             | 4              | 25       | 10.      |
| 03 | Dinah Nah            | Make Me (La La La)             | 14             | 8              | 22       | 12.      |
| 04 | Jon Henrik Fjällgren | Jag är fri (Manne Leam Frijje) | 51             | 88             | 139      | 2.       |
| 05 | Jessica Andersson    | Can’t Hurt Me Now              | 15             | 8              | 23       | 11.      |
| 06 | Måns Zelmerlöw       | Heroes                         | 122            | 166            | 288      | 1.       |
| 07 | Linus Svenning       | Forever Starts Today           | 41             | 18             | 59       | 6.       |
| 08 | Isa                  | Don’t Stop                     | 38             | 18             | 56       | 7.       |
| 09 | Magnus Carlsson      | Möt mig i Gamla stan           | 10             | 18             | 28       | 9.       |
| 10 | Eric Saade           | Sting                          | 48             | 29             | 77       | 5.       |
| 11 | Mariette             | Don’t Stop Believing           | 74             | 28             | 102      | 3.       |
| 12 | Hasse Andersson      | Guld och gröna skogar          | 10             | 68             | 78       | 4.       |

#### Ponttáblázat
| Dal (Előadó)                                          | Zsűri      | Zsűri | Zsűri        | Zsűri         | Zsűri  | Zsűri     | Zsűri  | Zsűri   | Zsűri              | Zsűri     | Zsűri    | Zsűri | Nézők    | Nézők | Nézők | Σ   |
| Dal (Előadó)                                          | Észtország | Málta | Örményország | Franciaország | Izrael | Szlovénia | Ciprus | Belgium | Egyesült Királyság | Hollandia | Ausztria | Össz. | Szavazat | %     | Össz. | Σ   |
| ----------------------------------------------------- | ---------- | ----- | ------------ | ------------- | ------ | --------- | ------ | ------- | ------------------ | --------- | -------- | ----- | -------- | ----- | ----- | --- |
| Groupie (Samir & Viktor)                              |            | 8     |              |               |        |           | 4      | 10      | 1                  | 6         |          | 29    | 65 927   | 4,2%  | 20    | 49  |
| Building It Up (JTR)                                  | 6          |       |              | 6             | 1      |           |        | 8       |                    |           |          | 21    | 14 236   | 0,9%  | 4     | 25  |
| Make Me (La La La) (Dinah Nah)                        |            | 10    |              |               | 2      |           | 1      |         |                    | 1         |          | 14    | 28 094   | 1,8%  | 8     | 22  |
| Jag är fri (Manne Leam Frijje) (Jon Henrik Fjällgren) | 2          |       | 8            | 8             |        | 1         |        | 4       | 12                 | 8         | 8        | 51    | 288 964  | 18,6% | 88    | 139 |
| Can’t Hurt Me Now (Jessica Andersson)                 |            | 6     | 4            | 1             |        | 4         |        |         |                    |           |          | 15    | 25 721   | 1,7%  | 8     | 23  |
| Heroes (Måns Zelmerlöw)                               | 12         | 12    | 12           | 12            | 6      | 12        | 12     | 12      | 8                  | 12        | 12       | 122   | 545 601  | 35,1% | 166   | 288 |
| Forever Starts Today (Linus Svenning)                 | 4          |       | 2            | 2             | 4      | 6         | 6      | 1       | 6                  |           | 10       | 41    | 57 838   | 3,8%  | 18    | 59  |
| Don’t Stop (Isa)                                      | 10         | 2     |              |               |        | 8         |        |         | 10                 | 4         | 4        | 38    | 60 213   | 3,9%  | 18    | 56  |
| Möt mig i Gamla stan (Magnus Carlsson)                |            |       | 1            |               |        |           | 8      |         |                    |           | 1        | 10    | 59 811   | 3,8%  | 18    | 28  |
| Sting (Eric Saade)                                    | 1          | 1     | 10           | 4             | 10     |           | 2      | 6       | 2                  | 10        | 2        | 48    | 96 237   | 6,2%  | 29    | 77  |
| Don’t Stop Believing (Mariette)                       | 8          | 4     | 6            | 10            | 12     | 10        | 10     | 2       | 4                  | 2         | 6        | 74    | 90 749   | 5,8%  | 28    | 102 |
| Guld och gröna skogar (Hasse Andersson)               |            |       |              |               | 8      | 2         |        |         |                    |           |          | 10    | 222 166  | 14,3% | 68    | 78  |

A sorok a fellépés sorrendjében vannak rendezve. A zászlós oszlopokban az adott zsűritől kapott pontszám található meg.
Pontbejelentők
| 1. Észtország – Mart Normet 2. Málta – Daniel D’Anastasi 3. Örményország – Gohar Gaszparjan 4. Franciaország – Bruno Berberes 5. Izrael – Mose Morad 6. Szlovénia – Maja Keuc | 1. Ciprus – Klítosz Klítu 2. Belgium – Axel Hirsoux 3. Egyesült Királyság – Simon Proctor 4. Hollandia – Daniël Dekker 5. Ausztria – Conchita Wurst |

## Visszatérő előadók
| Előadó              | Előző évek                               |
| ------------------- | ---------------------------------------- |
| Andreas Johnson     | 2006, 2007, 2008, 2010, 2012             |
| Caroline Wennergren | 2005                                     |
| Daniel Gildenlöw    | 2010                                     |
| Ellen Benediktson   | 2014                                     |
| Eric Saade          | 2010, 2011                               |
| Jessica Andersson   | 2003, 2004, 2006, 2007, 2010             |
| Linus Svenning      | 2014                                     |
| Magnus Carlsson     | 2000, 2001, 2002, 2003, 2005, 2006, 2007 |
| Måns Zelmerlöw      | 2007, 2009                               |